# توپ طلای ۱۹۸۵
توپ طلای ۱۹۸۵ (فرانسوی: 1985 Ballon d'Or‎) ۳۰مین رویداد سالیانهٔ توپ طلا بود که از سوی مجلهٔ فرانس فوتبال به بهترین بازیکن فوتبال در سال ۱۹۸۵ اعطا گردید که در این سال، میشل پلاتینی برندهٔ توپ طلا شد.